# Verein zur Förderung der Umform- und Produktionstechnik Riesa
Der Verein zur Förderung der Umform- und Produktionstechnik Riesa e. V. (VFUP Riesa) wurde 1993 als Nachfolgeeinrichtung des Lehr- und Forschungstechnikums an der Staatlichen Studienakademie Riesa in Riesa gegründet. 
Er betreibt auf seinem Gelände mehrere umformtechnische Großversuchsanlagen im Bereich der Walztechnik. Sein Vorsitzender ist Heinz Zieger, der Direktor der Staatlichen Studienakademie. 
Die VFUP ist ein kleiner Forschungsverein der Metallindustrie in Sachsen. Viele der größeren Stahlunternehmen und einige Verarbeiter sowie Anlagenhersteller haben Kontakt mit dem Verein. Die VFUP arbeitet dabei einerseits mit Hochschulen zusammen und unterstützt andererseits die Metallindustrie bei Anlagenbau, Auslegung, Schulung und Betrieb von Umformanlagen.

## Fördernde Mitglieder
- Berufsakademie Sachsen – Staatliche Studienakademie Riesa
- Chemische Fabrik Budenheim KG
- SMS Meer GmbH, Mönchengladbach
- The Timken Company, Canton, Ohio, U.S.A.
- TU Bergakademie Freiberg, Institut für Metallformung
- Vallourec & Mannesmann Tubes, V & M Deutschland GmbH, Werk Rath & Zeithain
- Stahlinstitut – VDEh Düsseldorf
- ZTS-Zentrum für Technologiestrukturentwicklung Region Riesa-Großenhain GmbH